# 希尼亞爾德維湖
53°46′N 21°45′E / 53.767°N 21.750°E

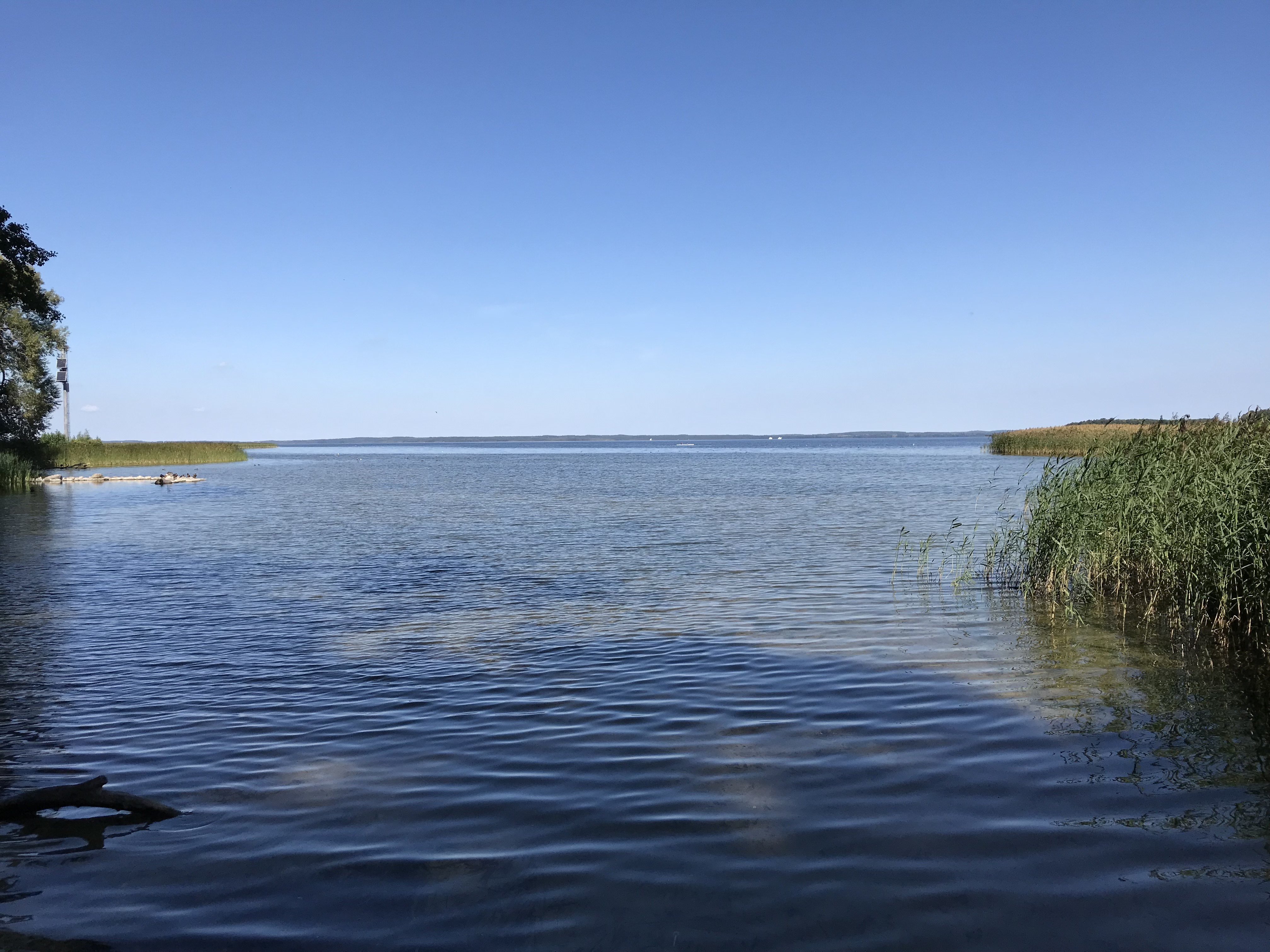
希尼亞爾德維湖

希尼亞爾德維湖（波蘭語：Śniardwy）是波蘭的湖泊，位於該國北部瓦爾米亞-馬祖里省，長22.1公里、寬13.4公里，面積113.8平方公里，海拔高度117米，平均水深6.5米，最大水深23米，湖中有8座島嶼。